# 도감

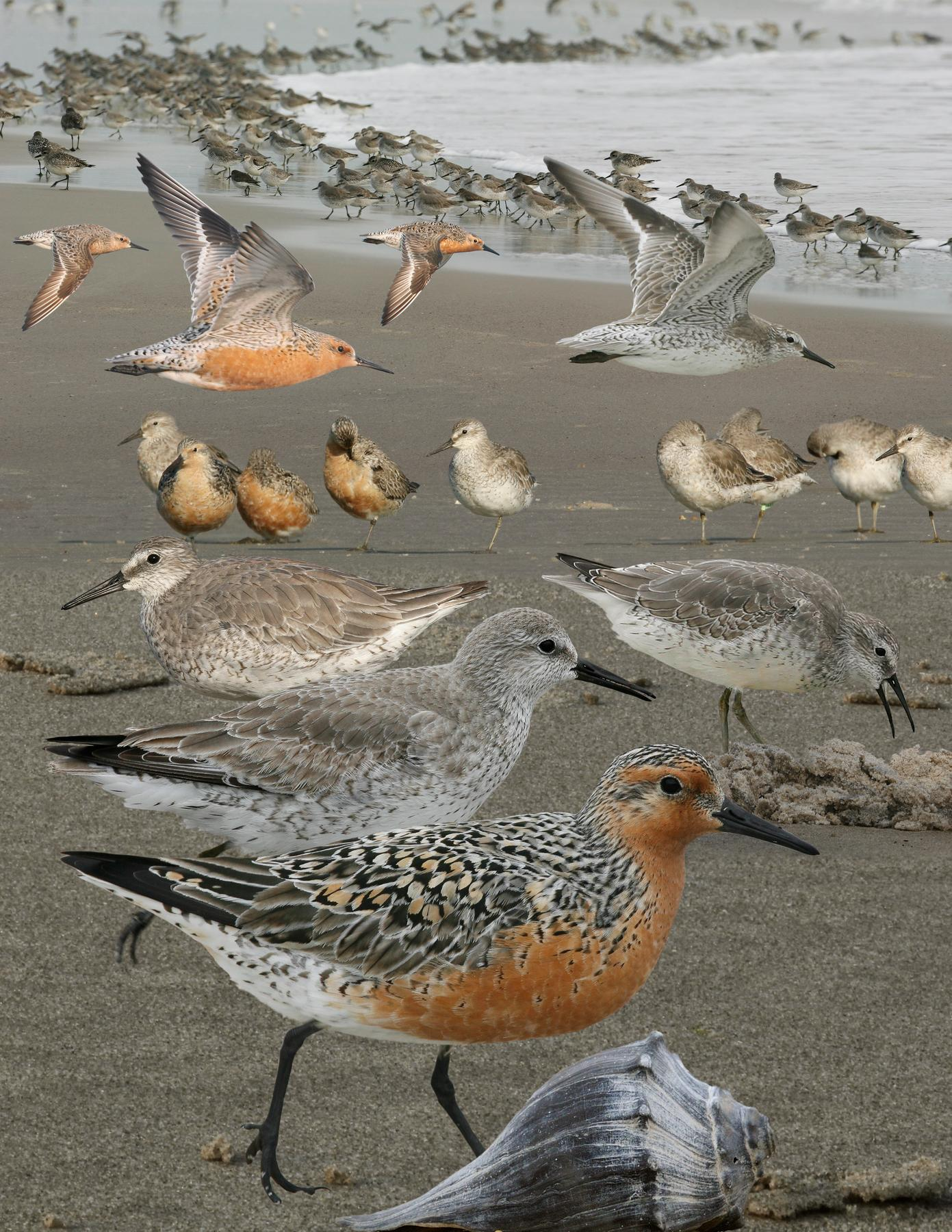

도감(圖鑑, 영어: pictorial book)은 야생동물(식물상이나 동물상) 또는 기타 자연 발생물질(예: 암석, 광물)을 독자가 식별하는데 도움을 주기 위해 출시된 책이다. 유사한 물체를 보다 쉽게 식별해 이러한 문제를 해결하도록 돕는 역할을 한다. 또한, 상호간 모습은 비슷하지만 반드시 밀접한 관련이 없을 수 있는 동식물을 구별하는데 도움을 주도록 디자인되기도 한다.

## 도감의 예시
- 국제구름도감
- 곤충도감
- 조류도감
- 나무도감
- 자연도감
- 동물도감
- 식물도감
- 해양생물도감